# براد غوزان

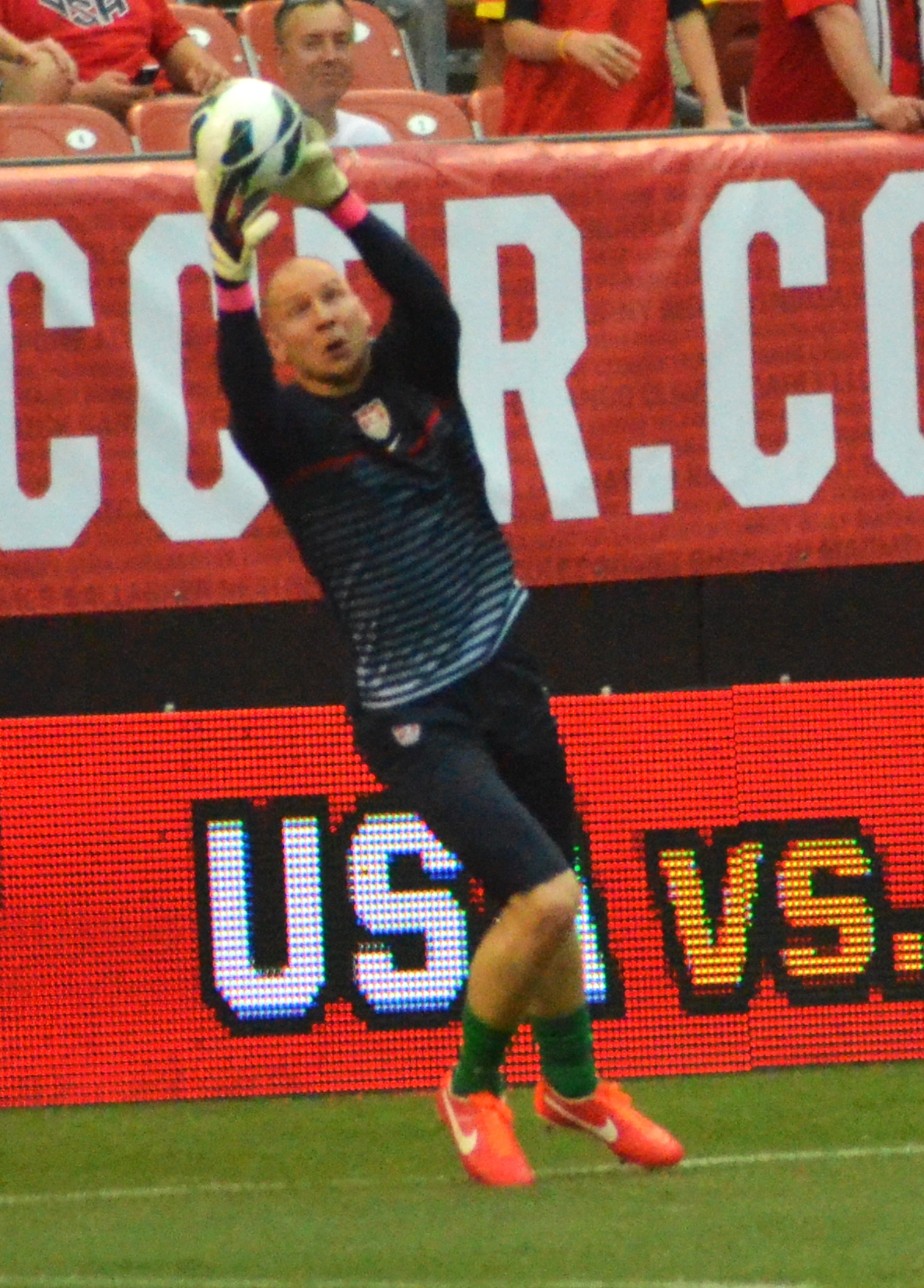
براد غوزان

براد غوزان (بالإنجليزية: Brad Guzan)‏، من مواليد 9 سبتمبر 1984، لاعب كرة قدم أمريكي في مركز حراسة المرمى.
لعب مع نادي أستون فيلا الإنجليزي منذ 2008 وحتى 2016. التحق بنادي أتلانتا يونايتد الأمريكي في عام 2017.
بدأ باللعب مع منتخب الولايات المتحدة لكرة القدم في عام 2008.

## وصلات خارجية
- براد غوزان على موقع الاتحاد الدولي (مؤرشف)  (الإنجليزية)
- براد غوزان على موقع الدوري الأمريكي (الإنجليزية)
- براد غوزان على موقع قاعدة بيانات كرة القدم.إي يو (الإنجليزية)
- براد غوزان على موقع ناشيونال فوتبول تيمز (الإنجليزية)
- براد غوزان على موقع Soccerbase.com (لاعب) (الإنجليزية)
- براد غوزان على موقع Soccerway.com (الإنجليزية)
- براد غوزان على موقع عالم كرة القدم.نت (الإنجليزية)
- براد غوزان على موقع أوليمبيديا (الإنجليزية)
- براد غوزان على موقع AS.com (الإسبانية)